# Référendum algérien de 1986
Le référendum algérien du 16 janvier 1986 tend à faire adopter une nouvelle version de la Charte nationale votée dix ans plus tôt par le référendum de juin 1976. 

## Préparation du référendum
La Charte nationale constitue la base théorique du régime algérien de parti unique. 
La révision, officiellement « enrichissement », s'inscrit dans une évolution affirmée du pouvoir algérien. 
Ce dossier fait l'objet du congrès du parti unique, le Front de libération nationale (FLN). 
Le référendum est organisé le 16 janvier 1986. La convocation des électeurs est assurée par un décret no 85-304 du 14 décembre 1985.

## Résultats
Les résultats du référendum sont publiés au Journal officiel du 16 février 1986.
Ces résultats officiels présentent une erreur, le nombre de votes favorables étant supérieur à celui des suffrages exprimés, et même à celui des votants. 
Le score constitue un plébiscite pour le OUI, très légèrement inférieur à celui du référendum de 1976. 
Inscrits : 10 954 063 

Votants : 10 502 524 

Exprimés : 10 428 422 

OUI : 10 508 863 

NON : 181 063 

TOTAL : 10 689 926 